# وقود نووي

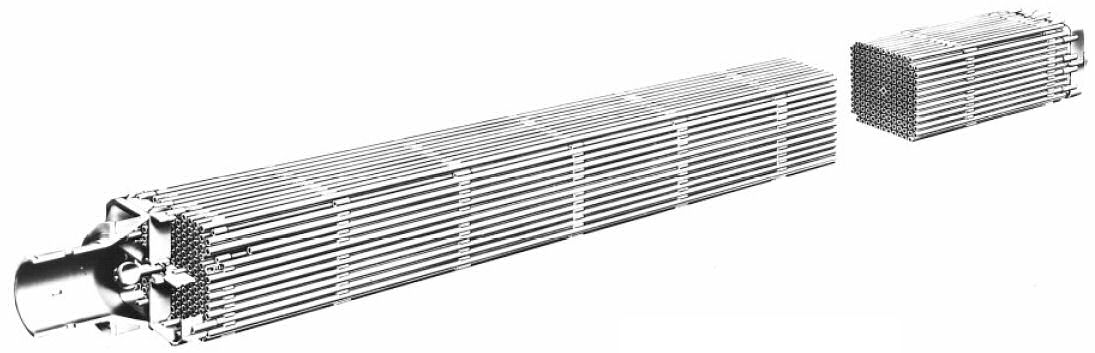
وحدة الوقود النووي في شكل قفص طوله 4 متر يضم قضبان اليورانيوم المخصب وقضبان التحكم المصنوعة من الكادميوم

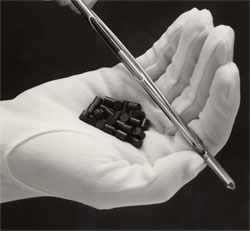
قضيب الوقود، ويتكون من أنبوب الزركونيوم ويعبأ به أقراص أكسيد اليورانيوم.(هذا اليورانيوم مخصب لدرجة منخفضة 6و3% يورانيوم-235، وكونه لم يستخدم بعد وإشعاعه قليل، فيمكن مسكه باليد لفترة قصيرة)

الوقود النووي المستخدم في مفاعل الماء الخفيف هو اليورانيوم المخصب وهو يشكل على شكل وحدات قفصية الشكل تُسمى وحدات الوقود. وتتكون وحدة الوقود من عدد من قضبان الوقود محفوظة في أنابيب من سبيكة الزركونيوم بأعداد 17 في 17 من قضبان الوقود في هيئة قفص يبلغ مقطعه 45 سم في 45 سم وطوله نحو 4 متر.
يستخدم اليورانيوم المخصب في صورة أكسيد اليورانيوم ويكون في شكل أقراص أسطوانية بارتفاع 2.5 سم وقطر نحو 0.9 سم وتعبأ في الأنابيب من سبيكة الزركونيوم (تتحمل الحرارة العالية وقليلة امتصاصها للنيوترونات)، طول الأنبوب 4 متر وتغلق من طرفيها محكمان بحيث لا تخرج منها شوائب مشعة أثناء عمل المفاعل. يحتوي أكسيد اليورانيوم المخصب في العادة على نسبة من النظير الانشطاري اليورانيوم-235 تصل إلى 6و3 % ، ونسبة 3و96% يورانيوم-238. ونظرا لأن خام اليورانيوم الطبيعي يحتوي على 0.7% من اليورانيوم-235 الانشطاري فقط والباقي يورانيوم-238 لا ينشطر، فلا بد من استخدام اليورانيوم المخصب بنسبة بين 5و2 % و 0و4 % باليورانيوم-235 في المفاعلات التي تعمل بالماء العادي. ينقل الماء الحرارة العالية الصادرة من وحدات الوقود أثناء التشغيل، وترتفع درجة حرارته إلى نحو 500 درجة مئوية؛ وحدات الوقود والماء موجودان في خزان المفاعل من الفولاذ سميك، ويرتفع الضغط أيضا تحت تلك درجة الحرارة العالية ويتحول جزء من الماء إلى بخار يقوم بتشغيل مولد كهربائي لإنتاج الكهرباء. يعمل الماء في نفس الوقت كمهديء لسرعة النيوترونات المتولدة من التفاعل الانشطاري لليورانيوم-235، حيث أن تهدئة سرعة النيوترونات لازمة لكي تنشطر أنوية اليورانيوم-235 . نسبة اليورانيوم-235 المقدرة ب 6و3 % في وحدات الوقود النووي تنتج نيوترونات خلال التفاعل النووي وتعمل على استمرارية التفاعل التسلسلي.

## قضبان التحكم

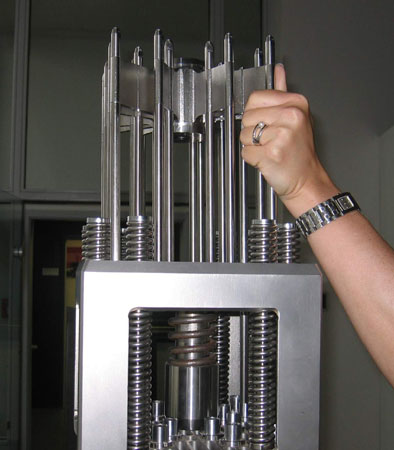
نموذج لتجميع قضبان التحكم في مفاعل الماء المضغوط (PWR)، والتي تُستخدم لضبط معدل التفاعل النووي عن طريق امتصاص النيوترونات. يظهر في الصورة شخص يقوم بإظهار آلية التحكم الميكانيكية الدقيقة للقضبان.

تزود كل وحدة وقود بعدد من قضبان التحكم (4 أو 6) وهي مصنوعة من مادة شديدة الامتصاص للنيوترونات. يستخدم لهذا الغرض سبيكة من الصلب والبور أو معدن الكادميوم مشكـّلة في هيئة قضيب يبلغ طوله 4 متر أيضا. عن طريق رفع أو خفض قضبان التحكم في قلب المفاعل يمكن التحكم في معدل سير التفاعل، حيث أنها تضبط عدد النيوترونات وتمتص الجزء الزائد منها من قلب المفاعل. ولتوقيف تشغيل المفاعل تغطّس جميع قضبان التحكم في قلب المفاعل فتمتص النيوترونات ويتوقف التفاعل النووي.

## مصفوف قلب المفاعل

رسم يوضح انتقال الطاقة من المفاعل النووي مع الماء إلى بخار ماء عالي الضغط. دورة المبرد الأولي باللون البرتقالي ودورة الماء الثانية باللون الأزرق (بخار وماء يعود بعد التكثيف إلى خزان مولد البخار) البخار يدوّر توربين الذي يشغل المولد الكهربائي.

سنأخذ هنا مثال مفاعل الماء المغلي للتوضيح. يتكون قلب المفاعل من مصفوف شبكي أسطواني معدني يحتوي على فتحات رأسية توضع فيها وحدات الوقود. يبلغ قطر أسطوانة المصفوف نحو 4 متر وهو بارتفاع 4 متر ويتسع لأخد نحو 200 من وحدات الوقود (يشبه من أعلى خلايا النحل). تحتوي وحدة الوقود على نحو 1/2 طن من اليورانيوم المخصب، أي أن المفاعل يعمل بنحو 100 طن من وقود اليورانيوم. نسبة تخصيب اليورانيوم تقدر بـ 7و3% يورانيوم-235. هذا بالنسبة لمفاعل قوى كبير ينتج الطاقة الكهربائية بقدرة 1000 ميجا وات.

## وحدات الوقود
يوجد قلب المفاعل الذي يحتوي على 200 من وحدات الوقود في وسط خزان ضغط المفاعل، وهو يعتبر غلاية أسطوانية مغلقة قطر 5 متر وارتفاعها نحو 7 متر. يبلغ سمك جدار خزان الضغط للمفاعل نحو 25 سنتيمتر وهو مصنوع من الفولاذ. ينفذ من خزان الضغط أنابيب لضخ الماء فيه وأنابيب أخرى لخروج البخار من خزان الضغط وعودة البخار المكثف إليه. تغطى وحدات الوقود في قلب المفاعل بالماء النقي. الجزء العلوي من خزان الضغط في شكل القبة ويمكن فصله عن الخزان بغرض استبدال وحدات الوقود المستهلكة. وعند إغلاقه فيتم ذلك بإحكام حيث يصل الضغط داخله أثناء التشغيل نحو 400 ضغط جوي.

## انشطار اليورانيوم-235

تبتلع نواة اليورانيوم-235 نيوترونا بطيئا، فتنقسم إلى جزئين يتحركان بسرعة عالية (طاقة حرارية)، كما تطلق 3 نيوترونات سريعة.

عند بدء التفاعل المتسلسل في المفاعل تصطدم النوترونات البطيئة مع أنوية ذرات اليورانيوم-235 فتنشطر بعضها إلى جزئين ويكون ذلك مصحوبا بانطلاق من 2 إلى 3 من النيوترونات. وتخرج النيوترونات من قضبان الوقود لتصطدم بالماء الذي حولها فتهدأ سرعتها وتصبح قادرة على الاصتدام بأنوية جديدة من اليورانيوم-235، منتجة هي الأخرى نيوترونات وبهذا يستمر التفاعل المتسلسل الانشطاري مع اليورانيوم.
الانشطار النووي لذرة اليورانيوم -235 يكون مصحوبا بإصدار طاقة قدرها 202.5 مليون إلكترون فولت (= 3.24 × 10−11 J) والتي تساوي 19.54 مول.

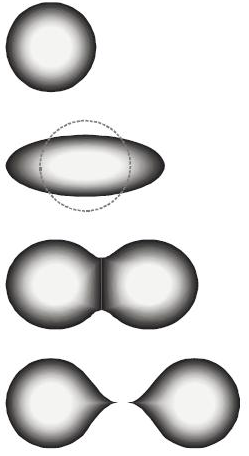
انشطار نواة يورانيوم-235 إلى نصفين بعد امتصاصها نيوترون.

توزيع نواتج الانشطارات طبقا لكتلتها عند امتصاص نيوترون في نواة يورانيوم-235 أو في البلوتونيوم-239, التي تشتغل بها المفاعلات النووية المعتادة، كذلك انقسام اليورانيوم-233، وهو أيضا قابل للانشطار عند امتصاصه لأحد النيوترونات.

ولكن لا بد للتفاعل المتسلسل أن يسير بمعدل ثابت، ولا يُسمح له للتزايد المستمر مثل القنبلة حيث ينتج عن كل نيوترون يتفاعل مع أحد أنوية اليورانيوم-235 بين 2 و3 نيوترونات جديدة تستطيع بدورها التفاعل مع أنوية اليورانيوم منتجة 9 نيوترونات، وهذه تتفاعل مع اليورانيوم وتنتج بدورها 27 نيوترونا وهكذا وهذا ما يحدث في القنبلة الذرية. ولكن في مفاعل القوي يجري التحكم في سير التفاعل عن طريق قضبان التحكم المحتوية علي الكادميوم التي تمتص النيوترونات الزائدة وتحافظ على أن يكون معدل سير التفاعل مساويا للواحد. أي بحيث أن كل نيوترون يتفاعل مع اليورانيوم وينتح مثلا 3 نيوترونات، فتقوم قضبان التحكم بامتصاص 1 نيوترون ويمتص الماء 1 نيوترون بالتقريب ويتبقى 1 نيوترون للتفاعل مع اليورانيوم-235 وهكذا. وتسمى تلك الحالة بالحالة الحرجة للمفاعل.
قضبان التحكم المصنوعة من الكادميوم تشغل أماكن بينية بين قضبان الوقود، وكل وحدة وقود مزودة بعدد منها، يمكن رفعها أو خفضها في قلب المفاعل وتضبط معدل سير التفاعل تلقائيا. كما يمكن بواسطتها إيقاف التفاعل كليا، وذلك بدفع جميع قضبان التحكم كلية في قلب المفاعل بين وحدات الوقود، فيمتص الكادميوم جميع النيوترونات ويتوقف التفاعل النووي.
ينتج عن كل انشطار لنواة اليورانيوم-235 نحو 200 ميجا إلكترون فولت من الطاقة، وهي تظهر في صورة طاقة حركة نواتج الانشطار، وترفع درجة حرارة الماء وتسخنه. ويستغل البخار الناتج في تشغيل التوربين والمحول الكهربائي الضخم الذي ينتج بدوره التيار الكهربائي.

## التحكم

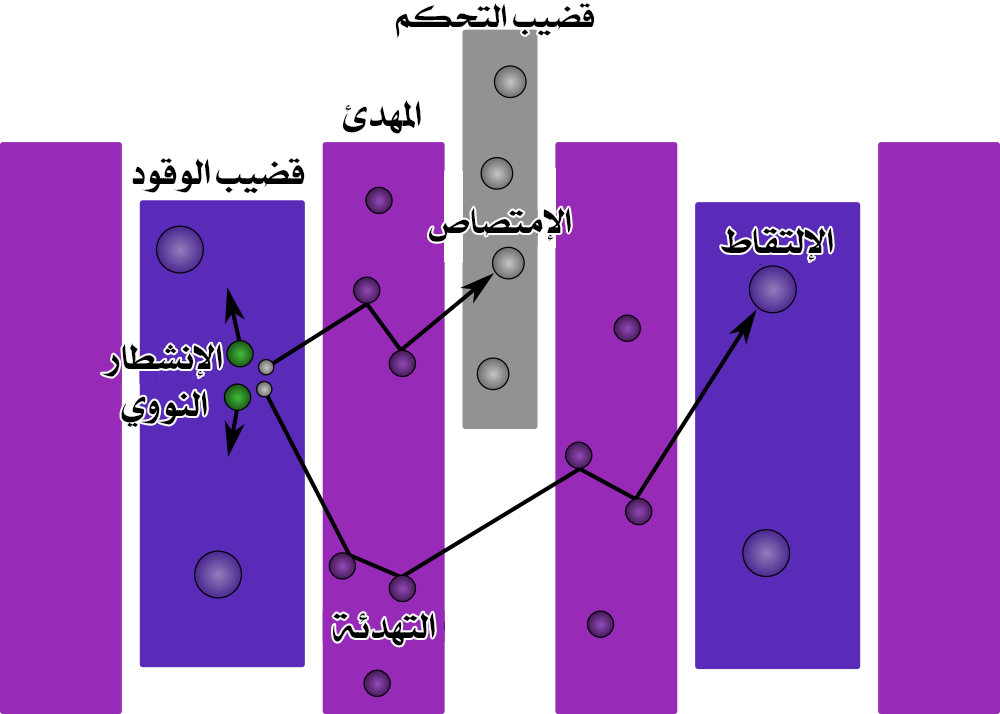
رسم توضيحي لعمل المفاعل النووي. أنابيب اليورانيوم (أزرق)، ماء يهدئ سرعة النيوترونات وينقل الحرارة وينتج البخار (بنفسجي)، وقضيب التحكم ماص للنيوترونات الزائدة (رمادي اللون).

يبين الشكل المجاور الأجزاء الرئيسية لقلب المفاعل النووي، وهي وحدات الوقود والمهدئ (الماء)وقضبان التحكم.
يولد المفاعل النووي بخار تحت ضغط قدره نحو 400 ضغط جوي عند درجة حرارة 450 درجة مئوية. يخرج البخار من خزان ضغط المفاعل ويوجه إلى توربين الذي يدير بدوره المولد الكهربائي الكبير الذي ينتج 1000 ميجاوات من التيار الكهربائي.

## أنواع الوقود النووي

### ثاني أكسيد اليورانيوم

دورة الوقود النووي، مثل اليورانيوم.

يستعمل ثاني أكسيد اليورانيوم المحتوي على نسبة 3 % من يورانيوم-235 الانشطاري في لمفاعلات الأكثر انتشارا، مثل مفاعل الماء المغلي ومفاعل الماء المضغوط في محطات القوى لتوليد الكهرباء.

### أكسيد مخلوط MOX
هو مخلوط من البلوتونيوم-239 واليورانيوم الطبيعي أو اليورانيوم المتبقي من عملية تخصيب اليورانيوم (يورانيوم منضب) وتكون مواصفات المخلوط معادلة لمواصفات الوقود المخصب باليورانيوم-235. وقد جرب استخدامه في عدة مفاعلات من مفاعل الماء المضغوط ومفاعل الماء المغلي، ونجح استخدامها ويستخدم بعضا منها إلى جانب الوقود النووي المعتاد في تموين المفاعلات النووية بالوقود.
وينتج البلوتونيوم-239 من مفاعلات الماء الخفيف المعتمدة على اليورانيوم المخصب، ويتم فصل البلوتونيوم من وحدات الوقود المستهلكة في مصنع خاص يقوم بتدوير المواد النووية reprocessing.
كما يمكن استغلال البلوتونيوم الموجود في القنابل النووية بعد تفكيكها في إطار الحد من التسلح النووي، وخلطها مع اليورانيوم الطبيعي لتصنيع وحدات وقود تستخدم لإنتاج الطاقة.

### الثوريوم
يستخدم نظير الثوريوم-232 الذائب في الأملاح في مفاعل ملح منصهر لإنتاج الطاقة على المستوي الصغير، في مفاعلات تجريبية. وقد استخدم الوقود السائل المحتوي على الثوريوم في صورة مخلوط من الليثيوم والبيريليوم والثوريوم وفلوريد اليورانيوم: LiF-BeF2-ThF4-UF4 (72-16-12-0.4 mol%). ويتميز الوقود هذا الوقود المنصهر بدرجة حرارة تصل إلى 700 درجة مئوية، كما تبين الاختبارات إمكانية رفع درجة الحرارة هذه حيث أن درجة غليان المخلوط الملحي تبدأ عند 1400 رجة مئوية.

### أملاح اليورانيوم
جرى استخدام مفاعل المحلول المائي المحتوي على سولفات الأورانيل uranyl sulfate أو محاليل أخرى لليورانيوم بنجاح. ولكنه هذا النوع من المفاعلات لم ينفذ على المستوى الكبير لإنتاج الطاقة، ويرجع ذلك إلى سهولة انتشار المواد النووية في المناطق المجاورة للمفاعل في حالة حدوث حادث جسيم أثناء التشغيل.

### وقود ماجنوكس magnox

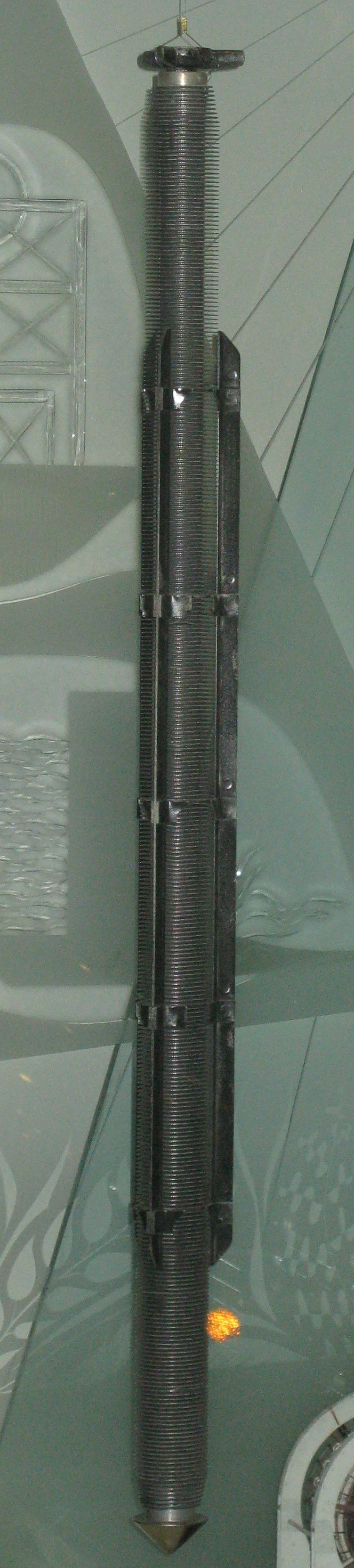
قضيب وقود ماجنوكس.

في إنجلترا يستخدم نوع من المفاعلات تبرد بثاني أكسيد الكربون ويستخدم فيها الجرافيت كمهدئ لسرعة النيوترونات وهي تعمل باليورانيوم الطبيعي (ليس مخصب) وتحفظ الوقود في أنابيب من سبيكة ماجنوكس. وتتكون سبيكة ماجنوكس من المغنسيوم والألمونيوم وهي سبيكة غير قابلة للصدأ وتستخدم فقط لتغليف اليورانيوم الطبيعي في المفاعل. واسم ماجنوس هي اختصار ل:
Magnesium non-oxidising وتتميز تلك التغلفة بقلة امتصاصها للنيوترونات.

## وقود اندماج نووي
ينتمي إلى وقود الاندماج النووي التريتيوم (3H) والديوتيريوم (2H) وهي نظائر الهيدروجين، ويسمى التريتيوم أحيانا بالهيدروجين الثقيل. ويتميز تفاعل اندماج نووي عن تفاعل الانشطار النووي في كونه يطلق كثافة حرارية أعلى من المفاعل النووي. وتجرى تجارب باهظة التكاليف لاستخدام تفاعل الاندماج النووي في إنتاج الطاقة ونجح العلماء في استمرار التفاعل لمدة دقائق. ولكن الطاقة الكهرباية المستخدمة في تلك التجارب لا تزال أعلى بكثير من الطاقة المكتسبة من المفاعل. هذا هو مستوى البحث الآن، ويرجى في المستقبل زيادة حجم المفاعل الاندماجي بحيث تكون حصيلته من الطاقة مجدية.
وتتضافر الجهود مجتمعة بين الولايات المتحدة الأمريكية ودول الإتحاد الأوروبي واليابان من أجل بناء مفاعل احتباري من هذا النوع، ولكن مسألة التمويل صعبة في الوقت الحالي.
تعرفنا على تفاعل الاندماج النووي من الشمس التي تولد حرارتها من اندماج أنوية الهيدروجين، حيث تلتحم بعضها البعض وينتج من التفاعل عنصر الهيليوم وطاقة كبيرة.

### مفاعل اندماجي، الجيل الأول
استخدم الديوتيريوم 2H والتريتيوم 3H كوقود اندماجي. التريتيوم هو نظير الهيدروجين ، ويسمى الهيدروجين الثقيل لأن نواته تحوي 1 بروتون و 1 نيوترون. والتريتيوم هو أيضا نظير الهيدروجين ويحوي في نواته 1 بروتون و 2 نيووترون. وهي تتفاعل طبقا للثلاثة تفاعلات الآتية ؛ (تفاعلات التحام واندماج وتنتج هيليوم ( وهي تمثل الاندماج النووي الذي يحدث في الشمس والنجوم وتستمد منها طاقتها العظيمة)):
2H + 3H {\displaystyle \leftarrow } نيوترون (14.07 MeV) + 4He (3.52 MeV)
2H + 2H {\displaystyle \leftarrow } نيوترون (2.45 MeV) + 3He (0.82 MeV)
2H + 2H {\displaystyle \leftarrow } بروتون (3.02 MeV) + 3He (1.01 MeV)
وتنتج من تلك التفاعلات (الاندماجية) طاقة كبيرة يحملها كما في الاندماج الأول النيوترون وهي طاقة قدرها 14.07 مليون إلكترون فولط، ويحمل الهيليوم الناتح أيضا طاقة قدرها 3.52 مليون إلكترون فولط.
كما ينتج من الاندماجين الآخرين أيضا طاقة موزعة على نواتج الاندماج كما توضحه المعادلات.
تلك الطاقة الناتجة هي طاقة حركة تتحرك بها الجسيمات بسرعات هائلة، وتنتج منها حرارة (بالتحول من طاقة حركة إلى طاقة حرارية).

### تفاعل اندماجي، الجيل الثاني
يحتاج الجيل الثاني للاندماج النووي إلى زمن أطول لانحصار البلازما ولدرجة حرارة أعلى لكي تتصادم الجسيمات المشتركة في الاندماج بطريقة أشد، وذلك بالمقارنة بتفاعلات الجيل الأول. وهي تتميز بأنها تنتج نيوترونات أقل وهو شرط مرغوب فيه حيث تصتدم النيوترونات بحوائط المفاعل وتجعلها مشعة. ولا يمكن حصر النيوترونات في المفاعل بعيدا عن الحوائط بمغناطيسات لأن النيوترونات متعادلة كهربائيا ولا تتأثر تقريبا بالمغناطيسية. (حينما تصبح الحوائط مشعة يصعب التخلص منها كنفايات مشعة).
وتتكون المواد الداخلة في تفاعل الاندماج النووي للجيل الثاني من الديوتيريوم والهيليوم-3. ونواتج التفاعل كلها جسيمات مشحونة، إلا أنه توجد تفاعلات جانبية تؤدي إلى إصدار النيوترونات.
2H + 3He {\displaystyle \leftarrow } بروتون (14.68 MeV) + 4He (3.67 MeV)
يمنتج من الاندماج هنا أيضا طاقة كبيرة توزع بين النواتج (الجسيمات) المختلفة، فيتحرك البروتون بطاقة قدرها 68و14 مليون إلكترون فولط ويتحرك الهيليوم-4 بطاقة قدرها 67و3 مليون إلكترون فولط (أي تنتج من الاندماج حرارة وهي تفوق كمية الحرارة التي نبدأ بها الاندماج).

### تفاعل اندماجي، الجيل الثالث
تنتج تفاعلات الجيل الثالث من التفاعل الاندماجي جسيمات مشحونة فقط خلال التفاعلات الابتدائية، ولا تهم التفاعلات الجانبية. وحيث أنها تنتج عددا قليلا من النيوترونات فلن تكتسب جدران المفاعل خواصا إشعاعية غير مرغوب فيها. ويعتبر تفاعل الجيل الثالث هو التفاعل المرغوب فيه، ويشكل الهيليوم-3 الأنسب بين مواد الوقود الاندماجي. إلا أنه لا توجد مصادر طبيعية لهذا النظير على الأرض.
3He + 3He {\displaystyle \rightarrow } 2p + 4He (12.86 MeV)
كما تُعطى الأبحاث أهمية لتفاعل آخر، وهو التفاعل الاندماجي بين البروتون مع البور:
p + 11B → 34He
وتبين التقديرات أن التفاعلات الجانبية لذلك التفاعل سوف تنتج نحو 1و0 % فقط من الطاقة المحمولة عن طريق النيوترونات. وتبلغ درجة الحرارة المثلى لإتمام هذا التفاعل نحو 10 أضعاف درجة الحرارة التي يحتاجها تفاعل الهيدروجين مع بعضه (الجيل الأول)، وهذا يستلزم طاقة لحصر البلازما energy confinement تقدر ب 500 ضعف للطاقة المستخدمة لحصر تفاعل الديوتيريوم والتريتيوم في فرن التفاعل.
(ملحوظة: حاولنا كتابة نيوترون وبروتون بالعربية في التفاعلات أعلاه مما أدى إلى عدم سلامة المعادلات )، لهذا لجأنا إلى كتابتهما بالإنجليزية للإبقاء على سلامة التفاعلات (هذا عيب في السوفتوير يظهر أحيانا عند ترجمة التفاعلات من اللغة الإنجليزية إلى اللغة العربية).